# Vitalij Sjin
Vitalij Sjin (kazakiska: Виталий Шин), född 21 juni 1961, är en kazakisk bågskytt. Han deltog vid olympiska sommarspelen 1996.